# Caroline Fetscher

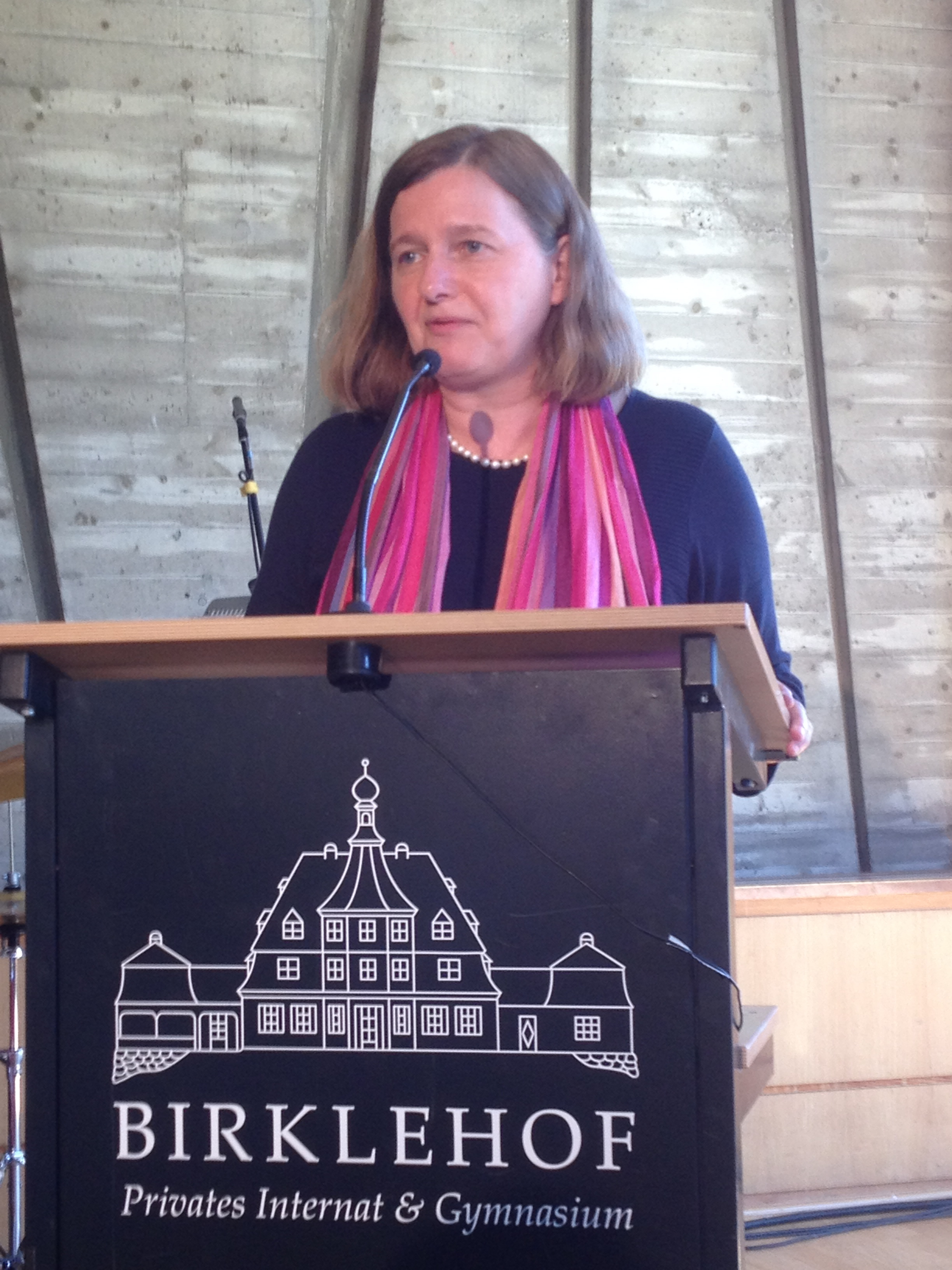
Caroline Fetscher in Hinterzarten, Mai 2017

Caroline Fetscher (geboren 1958 in Tübingen) ist eine deutsche Journalistin und Publizistin.

## Leben
Caroline Fetscher ist eines von vier Kindern des Politikwissenschaftlers Iring Fetscher und seiner Frau Elisabeth. Sie besuchte von 1964 bis 1966 die Volksschule Dornholzhausen/Taunus, 1967–1968 die Elementary School in Greenwich/Connecticut, USA, 1968–1969 die Frankfurt International School, 1970–1971 die Deutsche Schule in Den Haag, Niederlande, 1971–1975 das Gymnasium Ziehenschule, Frankfurt/Main, 1975 bis zum Abitur 1977 das Internat Birklehof, Südschwarzwald.
Sie studierte von 1977 bis 1978 Germanistik, Geschichte und Psychologie an der Albert-Ludwigs-Universität Freiburg und von 1980 bis 1986 Literaturwissenschaft und Psychologie an der Universität Hamburg mit dem Abschluss M. A. In den Kulturwissenschaften wurde sie an der Universität Zürich mit ihrer Arbeit über Albert Schweitzer promoviert.
Von 1979 bis 1980 absolvierte Fetscher bis zum Berufsabschluss die Ausbildung zur Redakteurin an der Journalistenschule von Gruner + Jahr (heute: „Henri-Nannen-Schule“) in Hamburg.

## Berufliche Tätigkeiten
Von 1981 bis 1982 war Fetscher in der Presse- und Öffentlichkeitsarbeit für Greenpeace Deutschland in Hamburg, tätig, von 1983 bis 1990 als Chefredakteurin des Greenpeace Magazins für Deutschland, die Schweiz und Österreich (Auflage 1990 circa 250.000). Sie beteiligte sich an der Öffentlichkeitsarbeit für mehrere Greenpeace-Kampagnen (u. a. zu Atomwaffentests, Klimawandel, Schutz der Antarktis). 1990–1991 war Fetscher Sonderberaterin bei Greenpeace Deutschland für den Aufbau der Greenpeace-Kampagne zum Schutz tropischer Regenwälder.
Von 1991 bis 1995 arbeitete Fetscher als Kampagnenberaterin und Lobbyistin für Nichtregierungsorganisationen, unter anderem für „Rettet den Regenwald“ in Hamburg und London. Sie war Lobbyistin auf der ersten Weltbank-Konferenz zum Schutz der Regenwälder in West- und Zentralafrika (Banque Mondial de Développement, Abidjan, Cote d’Ivoire), auf der CITES-Konferenz in Fort Lauderdale/USA und bei der Gründungskonferenz des Forest Stewardship Council (FSC) in Toronto.
1995 war Fetscher federführende Co-Redakteurin von „Die Macht der Mutigen – Greenpeace, Amnesty & Co“ im Spiegel Special, 11/1995. Als Lehrbeauftragte für Deutsch als Fremdsprache unterrichtete Fetscher 1995–1996 am King’s College London.
Seit 1997 arbeitet sie als Redakteurin und Autorin beim Tagesspiegel in Berlin. Ihre Themenschwerpunkte sind, unter anderem: Menschenrechte, Psychologie, Psychoanalyse, Genderthematik, Konflikte in Südosteuropa der 1990er Jahre, Internationaler Strafgerichtshof für das ehemalige Jugoslawien in Den Haag (ICTY). Sie verfasst Reportagen, Berichte, Rezensionen, Essays, Kolumnen.

## Kritik
Fetscher befürwortete in einem Artikel das Leistungsschutzrecht für Presseverleger, das später geltendes Recht wurde. Der Journalist Stefan Niggemeier, ein Gegner des Leistungsschutzrechts, kritisierte anhand einzelner Passagen diesen Artikel, in dem sie für die Einführung des Leistungsschutzrechtes auf EU-Ebene warb. Beim „politischen Kampf um ein Leistungsschutzrecht“ gehe „als erstes die Wahrheit über den Jordan“, so Niggemeier. Er kommt zu dem Fazit, es sei „ironisch, aber nicht untypisch, dass ihr Bericht, der so leidenschaftlich für die Rettung des guten, gründlichen, sorgfältigen Journalismus plädiert, selbst kein Beispiel dafür ist.“

## Schriften (Auswahl)
- Die Tropen als Text. Alberts Schweitzers „Zwischen Wasser und Urwald“. Europäische Verlagsanstalt, Hamburg 1993, ISBN 3-434-50019-7 (sprachkritische Studie zu kolonialen Klischees; Univ. Hamburg, Magisterarbeit, Hamburg 1992, OCLC 255615950).
- (Hrsg., Vorwort): Der Tropenkoffer. Magische, fiebrige und verwegene Dschungelgeschichten. Anthologie mit Texten aus zwei Jahrhunderten Prosa zu Regenwäldern. dtv, München 1994, ISBN 3-630-71136-7.
- Der postmoderne Despot. Über Slobodan Milosevic. In: Thomas Großbölting und Rüdiger Schmidt (Hrsg.): Der Tod des Diktators. Ereignis und Erinnerung im 20. Jahrhundert. S. 251–276. Verlag Vandenhoeck und Ruprecht, Göttingen 2011, ISBN 3-525-30009-3.
- Kishons Komik und ihre deutsche Konjunktur. In: Aber Israel! Deutsch-Israelische Zukunftsperspektiven 2007. Hrsg. American Jewish Committee, Lawrence and Lee Ramer Center for German-Jewish Relations, S. 17–23, Berlin 2007
- „Wir betrachten den Fall der afrikanischen Menschen als unseren eigenen.“ Keine Menschenrechte ohne Medien: Stationen und Strategien einer unvollendeten, demokratischen Liaison. In: Jahrbuch Menschenrechte. Hrsg. Deutsches Institut für Menschenrechte. Volkmar Deile et al., Suhrkamp Verlag, Frankfurt am Main, 2006, ISBN 3-518-45733-0
- „Gott allein hat sie gezählet…“ – Zum Streit zwischen Alarmisten und Entwarnern in der Ökologie. In: MERKUR, 56. Jahrgang, Heft 640, Klett-Cotta, Stuttgart, S. 720–725. August 2002
- „Vor Ort“. Albanische Wochen. April 1999. Erfahrungen in der Kriegsberichterstattung aus Albanien und Kosovo. In: MERKUR, 53. Jahrgang, Heft 603, S. 625–637. Klett-Cotta, Stuttgart, Juli 1999
- Menschheitsretter Greenpeace? In: MERKUR, 50. Jahrgang, Heft 570, Klett-Cotta, Stuttgart, pp. 858–864, September 1996
- „Geist und Seele wird verwirret“. Bach Werke Verzeichnis 35. In: Man müsste nochmal 20 sein – oder doch lieber nicht? Ein Lesebuch. Hrsg. v. Bernhard Lassahn, Klaus Modick. S. 11–17. Rowohlt 1987, ISBN 3-499-15900-7
- Srebrenica. Ein Prozess. Dokumente aus dem Verfahren gegen General Radislav Krstić vor dem Internationalen Strafgerichtshof für das ehemalige Jugoslawien in Den Haag (Hrsg., Vorwort. Mit Julija Bogoeva). Suhrkamp, Frankfurt am Main 2002, ISBN 3-518-12275-4.
- Das Paddock-Puzzle. Zur Psychologie der Amoktat von Las Vegas. Psychosozial-Verlag, Gießen 2021. ISBN 978-3-8379-2995-9
- Tröstliche Tropen. Albert Schweitzer, Lambarene und die Westdeutschen nach 1945. 2 Bände, Psychosozial-Verlag, Gießen 2023. ISBN 978-3-8379-2994-2